# Paul Sereno
Paul C. Sereno, né le 11 octobre 1957 à Aurora dans l'Illinois, est un paléontologue américain, découvreur de plusieurs nouvelles espèces de dinosaures, sur plusieurs continents. Il a, par exemple, extrait des os fossiles de pattes de dinosaures au Niger, en Afrique. Il est également professeur à l'université de Chicago et un « explorer-in-residence » pour National Geographic. Sa découverte la plus médiatique est celle d'un spécimen presque complet de Sarcosuchus imperator — connu aux États-Unis sous le nom familier de « SuperCroc » — dans le désert du Ténéré au Niger, sur le site de Gadoufaoua. Sereno a grandi à Naperville, dans l’Illinois.